# Village United FC
Village United FC ist ein Fußballverein aus der jamaikanischen Stadt Falmouth. Der seit 1968 bestehende Verein trat zuletzt in der Saison 2011/12 in der National Premier League an, der höchsten Spielklasse der Jamaica Football Federation, dem nationalen Fußballverband Jamaikas. Aus dieser musste der Verein jedoch zum Saisonende als Tabellenletzter absteigen.